# تروور تیلور (راننده مسابقه)
تروور تیلور (انگلیسی: Trevor Taylor؛ زادهٔ ۲۶ دسامبر ۱۹۳۶ در شفیلد، یورک‌شر جنوبی، درگذشتهٔ ۲۷ سپتامبر ۲۰۱۰) رانندهٔ مسابقات اتومبیل‌رانی فرمول یک اهل بریتانیا بود که در فصل‌های ۱۹۵۹، ۱۹۶۱ تا ۱۹۶۴، و دوباره در فصل ۱۹۶۶ در مجموع در ۲۹ گراند پری شرکت کرد.
او در طول دوران فعالیت خود در فرمول یک، ۱ بار بر روی سکو رفت و ۸ امتیاز را نیز به نام خود به‌ثبت رساند.
تیلور در ۲۷ سپتامبر ۲۰۱۰ بر اثر ابتلا به سرطان درگذشت.